# Шенябеяха
Шенябеяха — река в России, протекает по территории Ямало-Ненецкого автономного округа. Устье реки находится в 54 км от устья протоки Ереям Малого Таза по правому берегу. Длина реки составляет 109 км, площадь водосборного бассейна — 592 км².

## Притоки
(указано расстояние от устья)
- 4 км: река без названия (лв)
- 35 км: Солёный (лв)
- 46 км: Харвута (пр)
- 90 км: Сутыгхарвутаяха (пр)
- 92 км: Шенябехарвутаяха (лв)
- 99,2 км: Пендмеяха (лв)
- 99,8 км: река без названия (лв)

## Данные водного реестра
По данным государственного водного реестра России относится к Нижнеобскому бассейновому округу, водохозяйственный участок реки — Таз. Речной бассейн реки — Таз.
Код объекта в государственном водном реестре — 15050000112115300071759.